# Luxus (Comic)
Luxus ist ein Comic der deutschen Comiczeichnerin Judith Park. Er ist, wie auch die anderen Werke Parks, vom Manga-Stil beeinflusst. Luxus umfasst 64 Seiten und handelt von einem reichen und verwöhnten Mädchen, das schließlich eine seltsame Erfahrung machen muss.

## Handlung
Das reiche und verwöhnte Mädchen Scarlett McLloyd hat ein Leben, das nur aus Shoppen und Luxus besteht. Eines Tages bekommt sie ein „Sorgenpüppchen“ geschenkt. Da es ihr nicht gefällt, schmeißt sie es in den Müll, doch in derselben Nacht hat sie einen sehr ungewöhnlichen Traum, der ihr zeigt, was im Leben wirklich zählt.

## Veröffentlichungen
Luxus erschien im März 2007 in Deutschland bei Carlsen Comics. Er gehörte mit zu den Bänden der ersten Chibi-Box, mit der Carlsen versuchte, preisgünstige Kurzcomics insbesondere deutscher Zeichner im Manga-Stil auf dem Markt zu etablieren. Der Band stand 2007 auf Platz vier der Bestsellerliste des Verlags Carlsen Manga.